# Urška Babič
Urška Babič (1987, Koper) je slovenska pianistka. Diplomirala je iz koncertne smeri klavirja na priznani Univerza za glasbo in uprizoritvene umetnosti na Dunaju. Je dobitnica številnih nagrad na državnih in mednarodnih tekmovanjih. Nastopila je v mnogih evropskih mestih, leta 2012 pa tudi v Carnegie Hall-u v New Yorku (ZDA).

## Biografija
Urška Babič se je rodila leta 1987 v Kopru. Z igranjem klavirja je začela pri petih letih. Dve leti kasneje je postala učenka priznanega ruskega profesorja Sijavuša Gadžijeva, ki jo je nato poučeval 11 let. Pri osmih letih (1995) se je udeležila prvega tekmovanja in kot najmlajša udeleženka osvojila drugo nagrado na državnem tekmovanju (TEMSIG). Pri desetih letih je z Bachovim koncertom v f-molu debitirala kot solistka z orkestrom. V naslednjih letih je na državnih tekmovanjih prejela dve prvi (1998, 2001) in eno drugo nagrado (2004). Leta 1996 zmagala na mednarodnem tekmovanju “Nikolaj Rubinstein” v Parizu, leta 2004 pa na tekmovanju “Citta’ di Ravenna” v Italiji. Je dobitnica Škerjančeve nagrade.
Pri osemnajstih letih je opravila sprejemni preizkus na Univerzi za glasbo in upodabljajoče umetnosti na Dunaju (Universität für Musik und darstellende Kunst Wien), kjer je sprva študirala pri mednarodno priznanem pianistu Janu Jiracku, študij pa je nadaljevala in 2013 tudi zaključila pri pianistu in dirigentu Stephanu Möllerju.
Kot solistka je nastopila s Simfoničnim orkestrom RTV Slovenije, Obalnim komornim orkestrom in Simfoničnim orkestrom Srednje glasbene in baletne šole Ljubljana. Večkrat je bila vmeščena v program  Glasbene mladine ljubljanske in nastopila v Viteški dvorani ljubljanskih Križank. V letu 2011 je izvedla štiri solistične koncerte v okviru cikla Pianissimo (EPTA). Koncertna pot jo je zanesla v več evropskih mest (Pariz, Praga, Budimpešta, Dunaj, Trst, Zagreb, Reka, Rovigo...). Maja 2012 je kot gostja Golden Key Piano Festival-a nastopila v Carnegie Hall-u v New Yorku.
Babičeva je aktivna tudi na področju komorne glasbe; leta 2005 je s svojim tedanjim klavirskim kvartetom osvojila prvo nagrado na državem tekmovanju mladih slovenskih glasbenikov. Dvakrat se je udeležila tečaja za komorno igro Glabeni julij na obali. V času študija je sodelovala v številnih komornih zasedbah. V letih 2011/2012 je sodelovala tudi s sopranistko Suzano Ograjenšek, s katero sta pripravili program, sestavljen iz samospevov in klavirskih del slovenskega skladatelja Rista Savina.
Koncertno sezono 2013/14 je Urška namenila programu klasičnih klavirskih uspešnic , ki ga je uspešno predstavila na recitalih v Žalcu, na Polzeli in v Nazarjah.
Urška od septembra 2013 poučuje klavir na Glasbeni šoli Nazarje.

## Zgoščenke
Leta 2009 je pri  Založbi kaset in plošč RTV Slovenija izšla njena prva zgoščenka (Mladi virtuozi 1), kjer se je predstavila s ciklom Pesmi brez besed skladatelja Felixa Mendelssohna.